# Puerto Jiménez
Puerto Jiménez è un distretto della Costa Rica facente parte del cantone di Golfito, nella provincia di Puntarenas.